# Carex obliquicarpa
Carex obliquicarpa är en halvgräsart som beskrevs av X.F.Jin, C.Z.Zheng och Bing Yang Ding. Carex obliquicarpa ingår i släktet starrar, och familjen halvgräs. Inga underarter finns listade i Catalogue of Life.